# Brinton-Nunatak
Der Brinton-Nunatak ist ein kleiner Nunatak im westantarktischen Marie-Byrd-Land. In der Wisconsin Range der Horlick Mountains markiert er den westlichen Ausläufer der Ford-Nunatakker.
Der United States Geological Survey kartierte ihn anhand eigener Vermessungen und Luftaufnahmen der United States Navy aus den Jahren von 1960 bis 1964. Das Advisory Committee on Antarctic Names benannte ihn 1967 nach Curtis C. Brinton (* 1936), Gehilfe auf der Byrd-Station im antarktischen Winter 1957.